# Parti radical (France)
Ne doit pas être confondu avec Parti radical de gauche ou Mouvement radical.
Pour les articles homonymes, voir Parti radical, PR, PRV et RAD.
Le Parti radical est un parti politique français, fondé en 1901. Officiellement intitulé Parti républicain, radical et radical-socialiste, il est également appelé Parti radical valoisien (venant de la place de Valois où se situe son siège national) à la suite de la scission de 1972, et abrégé en PR, PRV ou RAD voire, selon une abréviation populaire,  rad-soc. D'abord classé à gauche de l'échiquier politique, il évolue progressivement vers le centre gauche puis le centre, avant de se situer au centre droit après le départ de son aile gauche en 1972.
Issu des républicains « radicaux » (extrême gauche sous la monarchie de Juillet) et du radicalisme, le parti est particulièrement influent pendant la Troisième République.
Très attaché à la propriété privée et à la laïcité, partisan d'un régime douanier libre-échangiste, il devient un parti intermédiaire, ou parti-charnière, entre la gauche et la droite susceptible de s'allier aux socialistes ou aux conservateurs suivant les circonstances.
À partir de l'apparition de la Section française de l'Internationale ouvrière (SFIO) en 1905, les radicaux occupent une position plus centrale et prédominante sur l'échiquier politique. À la tête du bloc des gauches aux élections législatives de 1902, ils participent au gouvernement Émile Combes et réalisent notamment, après la chute de Combes, la séparation des Églises et de l'État.
Le parti est tout particulièrement influent dans l'entre-deux-guerres, participant à quasiment chaque gouvernement de cette période. En 1936, leur influence décroît au profit des socialistes, et les radicaux contribueront à la chute du Front populaire, en renouant avec des mesures d'austérité, dénoncées par la SFIO et le Parti communiste.
La bipolarisation de la vie politique française entraînée par la Ve République conduit à une marginalisation du radicalisme, déjà affaibli par ses divisions lors de  la IVe République au sujet des guerres coloniales, et qui se divise en 1972 mais cette fois sous la forme d'une scission définitive.
Le Parti radical désormais dit « valoisien » s'allie aux partis de droite et du centre pendant qu'est créé, par une minorité de ses membres, un nouveau parti ancré à gauche, signataire du programme commun avec le Parti communiste français et le Parti socialiste, le Mouvement des radicaux de gauche.
Le Parti radical, en tant que parti associé, fait partie de l'Union pour la démocratie française (UDF), entre 1979 et 2002, puis de l'Union pour un mouvement populaire (UMP), entre 2002 et 2011. Ayant ensuite repris son indépendance, il participe à la création de l'Union des démocrates et indépendants (UDI).
En 2017, le Parti radical valoisien fusionne avec le Parti radical de gauche (PRG) au sein du Mouvement radical lors d'un congrès de « réunification des radicaux ».
Quelques ex-PRG quittent le MR pour former à nouveau un Parti radical à gauche qui devient le « PRG - Le centre gauche » (le sigle PRG demeurant propriété du MRG depuis la fusion).
Le plus ancien parti de France reprend le nom « Parti radical » en 2021. Il est partenaire de la majorité présidentielle d'Emmanuel Macron.

## Histoire

### Structuration du radicalisme auXIXesiècle
Les radicaux existent idéologiquement depuis le début du XIXe siècle, avec de grandes figures politiques, comme Alexandre Ledru-Rollin et Louis Blanc. Mais on pourrait facilement retrouver des traces de leur existence aux sources même de la Révolution, dans les Lumières, et principalement chez Voltaire et Condorcet. Le nom radical vient de ce que ce courant de pensée regroupait les Républicains radicaux, qui cohabitaient au Parlement avec les Républicains modérés, les Républicains ralliés et les trois courants monarchistes. Sa philosophie politique sera tout au long de son histoire fortement influencée par la franc-maçonnerie, dont plusieurs des figures politiques radicales sont membres.
En 1843, sous la monarchie de Juillet, les radicaux se regroupent autour d'Alexandre Ledru-Rollin et participent à l'avènement de la IIe République. Ils soutiennent les grandes réformes de 1848 : instauration du suffrage universel masculin, abolition de l'esclavage, liberté de la presse, liberté de réunion.
Les radicaux s'opposent au régime de Napoléon III et trouvent un leader, en 1868, en la personne de Léon Gambetta (qui a publié en 1863 La Politique radicale, recueil de discours qui synthétise la doctrine radicale). Leur programme prend corps dans un discours de Gambetta, le « programme de Belleville », prononcé en 1869.

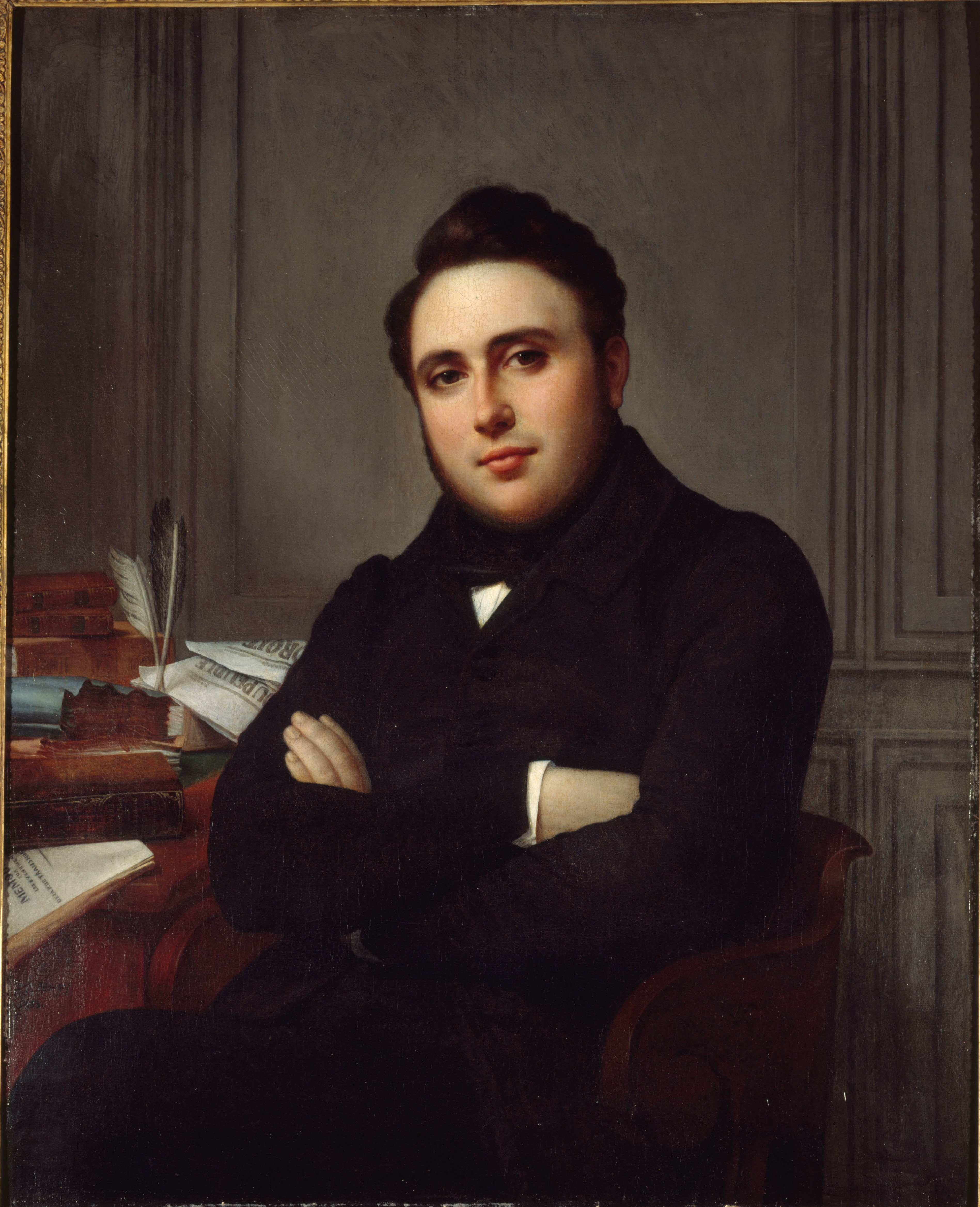
Alexandre Ledru-Rollin en 1838.
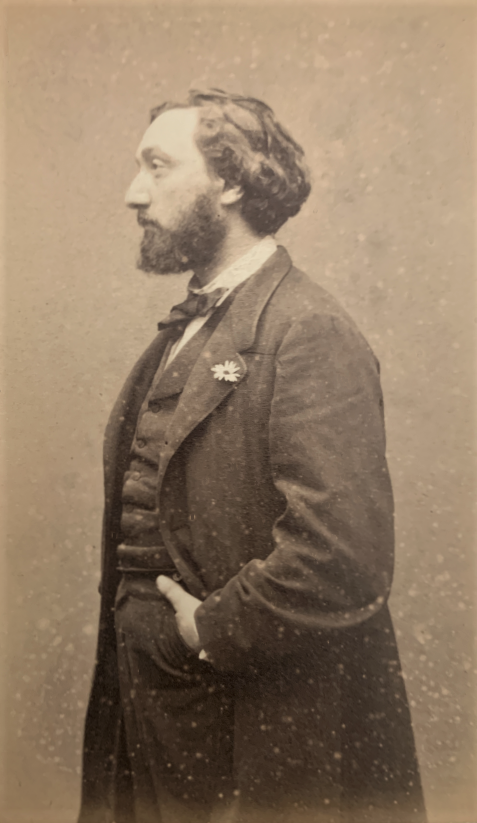
Léon Gambetta vers 1862.

Le 4 septembre 1870, la République est proclamée place de l'hôtel de Ville à Paris, après la défaite de l'Empire face à la Prusse. Les radicaux doivent cependant composer avec les monarchistes orléanistes : sensibilité de centre droit majoritaire conduite par Adolphe Thiers, qui réprime la révolte de Paris lors des évènements de la Commune avec une résolution sanglante, alors que la France est envahie par les troupes allemandes, à la suite de la débâcle de 1870. Adolphe Thiers, Mac-Mahon et les conservateurs monarchistes sont à la tête de la France depuis les élections législatives. En effet, le radicalisme est ressenti comme un courant de pensée trop avancé par les électeurs des zones rurales, qui lui préfèrent une monarchie modérée, garante à leurs yeux d'une plus grande stabilité politique.
Les républicains installés à la tête de l’État depuis 1879, les radicaux incarnent particulièrement l'anticléricalisme et l'opposition à l'expansion coloniale de la France souhaitée par les républicains modérés. Georges Clemenceau, qui n'adhère pas au parti créé en 1901, en est une des figures les plus marquantes.

### Création et rôle jusqu'en 1918

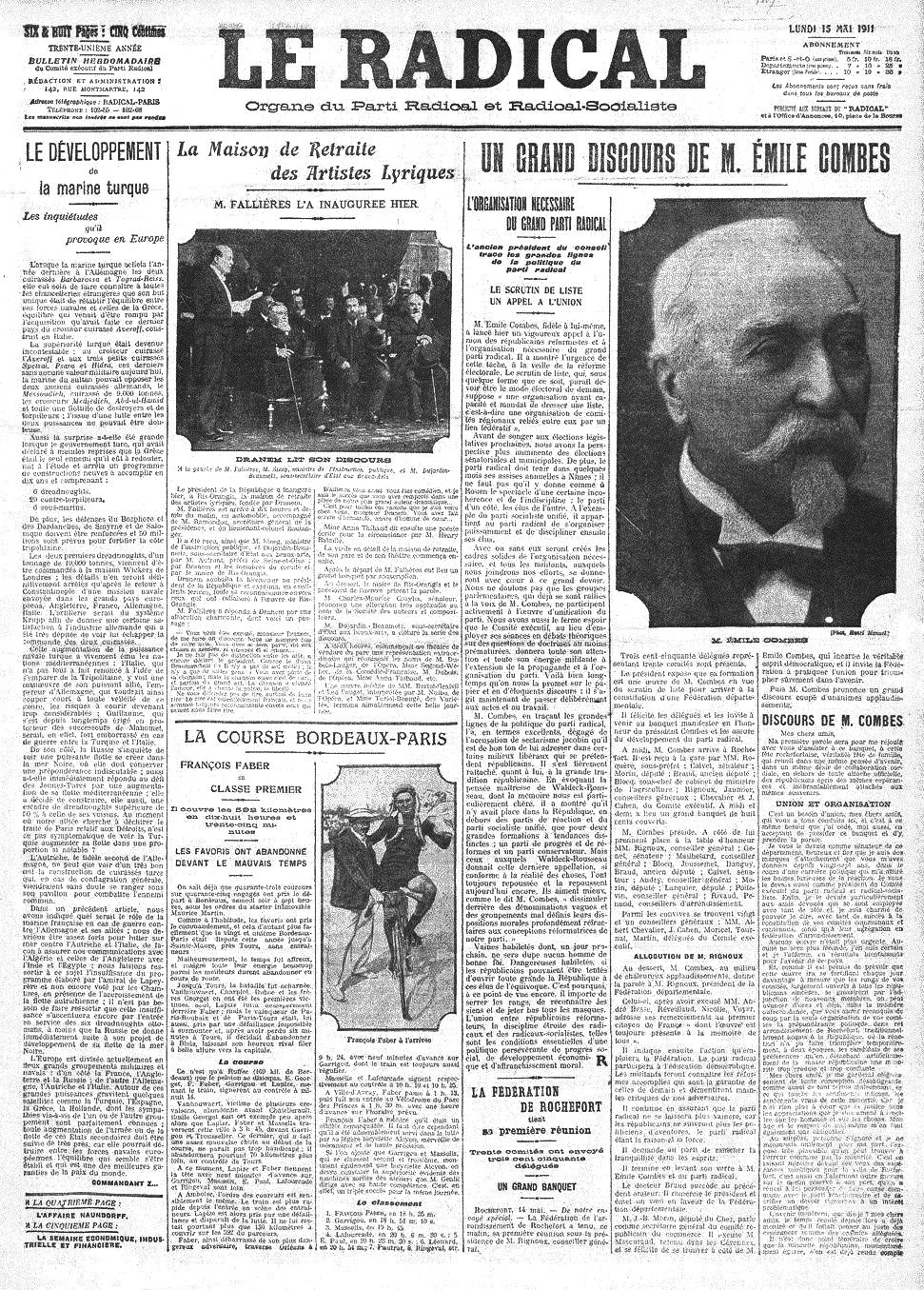
Le Radical, fondé en 1881, est l'organe du Parti radical et radical-socialiste entre 1911 et 1918.

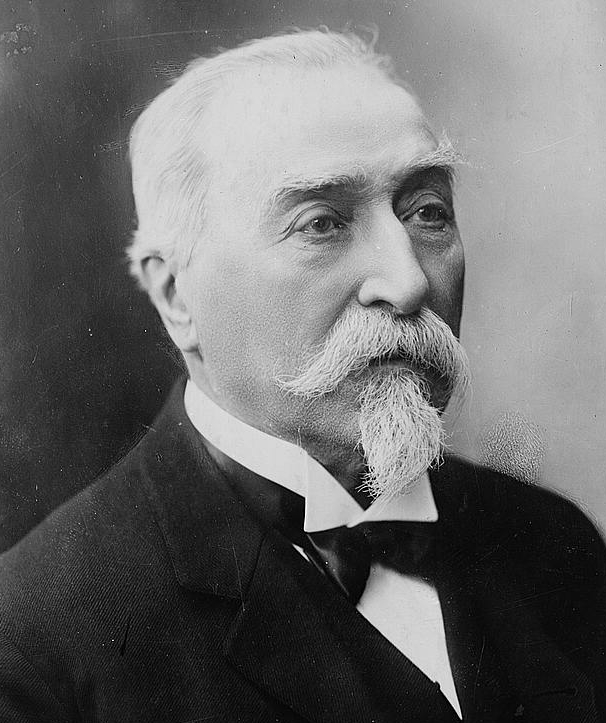
Émile Combes.

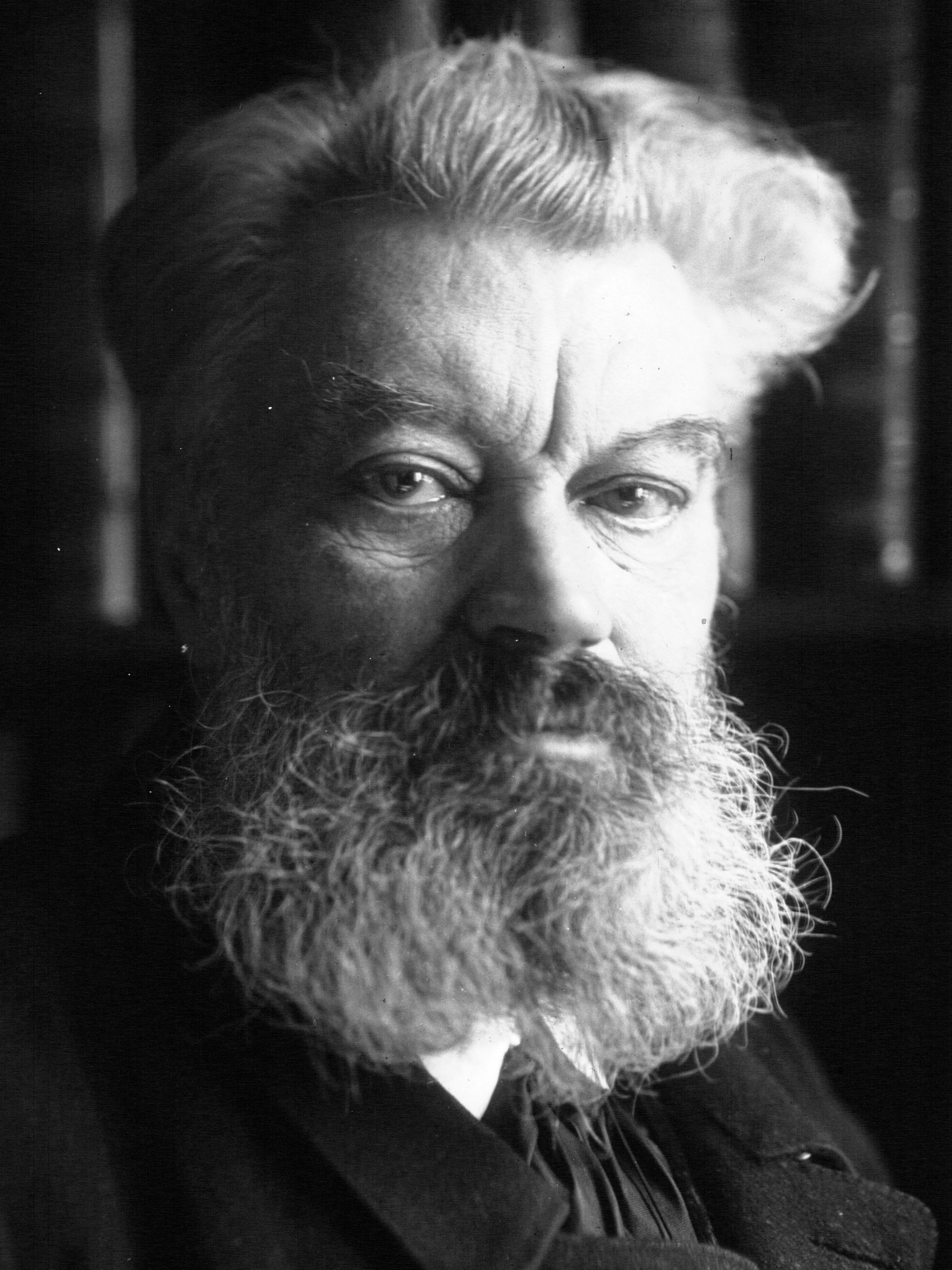
Camille Pelletan.

Créé les 21, 22 et 23 juin 1901, le parti radical et radical-socialiste est donc fondé avant même l'adoption des lois de juillet 1901 sur la liberté d'association. Jusque-là, en effet, il n'existait que des groupes parlementaires de différentes tendances politiques et des comités électoraux locaux aux conceptions encore plus variées. L'idée était de réunir au niveau national, dans un même parti, des élus et des militants de même tendance.
Le nouveau parti est issu de plusieurs tendances rivales. C’est un assemblage hétéroclite de comités électoraux, de loges maçonniques, de sections de la Ligue des droits de l’homme, de la Ligue française de l'enseignement, dont la tendance de gauche semble majoritaire à ce moment-là.
Lors de la fondation du nouveau parti, la déclaration de clôture de ce premier congrès, lue par Camille Pelletan, servit de cheville ouvrière au programme politique revendiqué par les radicaux durant les premières années du XXe siècle. Cette déclaration insistait donc sur l'union à gauche, la nationalisation des grands monopoles, la séparation des Églises et de l'État et la création d'un impôt égalitaire fondé sur le revenu. Ce programme fut partiellement appliqué durant les années suivantes, profitant d'une alliance à l'Assemblée nationale appelée Bloc des gauches et composée des républicains modérés de l'Alliance républicaine démocratique (ARD), de certains socialistes (ceux autour de Jean Jaurès) et des radicaux (qui mirent Émile Combes au gouvernement). Cette période fut marquée par la lutte très dure contre les congrégations religieuses dont la plupart furent expulsées.
À la suite de son succès aux élections législatives de 1902, il devient le parti « pivot » de la IIIe République et se trouve à l'initiative de plusieurs grandes réformes :
- la loi de séparation des Églises et de l'État de 1905, dont l'un des artisans est Émile Combes mais la loi est finalement mise en œuvre de façon moins rigide par Aristide Briand, alors républicain-socialiste (socialiste indépendant) ;
- la création du ministère du travail en 1906 ;
- l'institution du repos dominical en 1906 ;
- la création du 1er système de retraites ouvrières et paysannes en 1910 ;
- la création de l'impôt sur le revenu, en 1914 sur l'impulsion de Joseph Caillaux ;
- l'instauration de la gratuité de l'enseignement secondaire, menée par Édouard Herriot.

En 1907, au congrès de Nancy, le parti adopte enfin un véritable programme politique (présenté par une commission dont le rapporteur était Édouard Herriot). Nettement ancré à gauche, confirmé par le congrès de Pau en 1913, ce programme, après quelques dépoussiérages, sera la pierre angulaire du programme politique de ce parti durant plus d'un demi-siècle. Il prône une politique laïque et anticléricale, marquée par l’action du Président du Conseil Émile Combes (1902-1905) qui conduira aux lois de séparation des Églises et de l’État adoptées avec l'appui efficace du député socialiste Aristide Briand. Les radicaux vantent la propriété privée : ils voient en effet dans l’accession des salariés à la propriété le remède aux problèmes de la société industrielle.
Pendant la Première Guerre mondiale, Georges Clemenceau mène le pays à la victoire. Il reste anticlérical mais n'appartient pas au parti radical et n'est plus identifié comme tel même s'il conserve une image sulfureuse aux yeux des cléricaux.

### Dans l’entre-deux-guerres

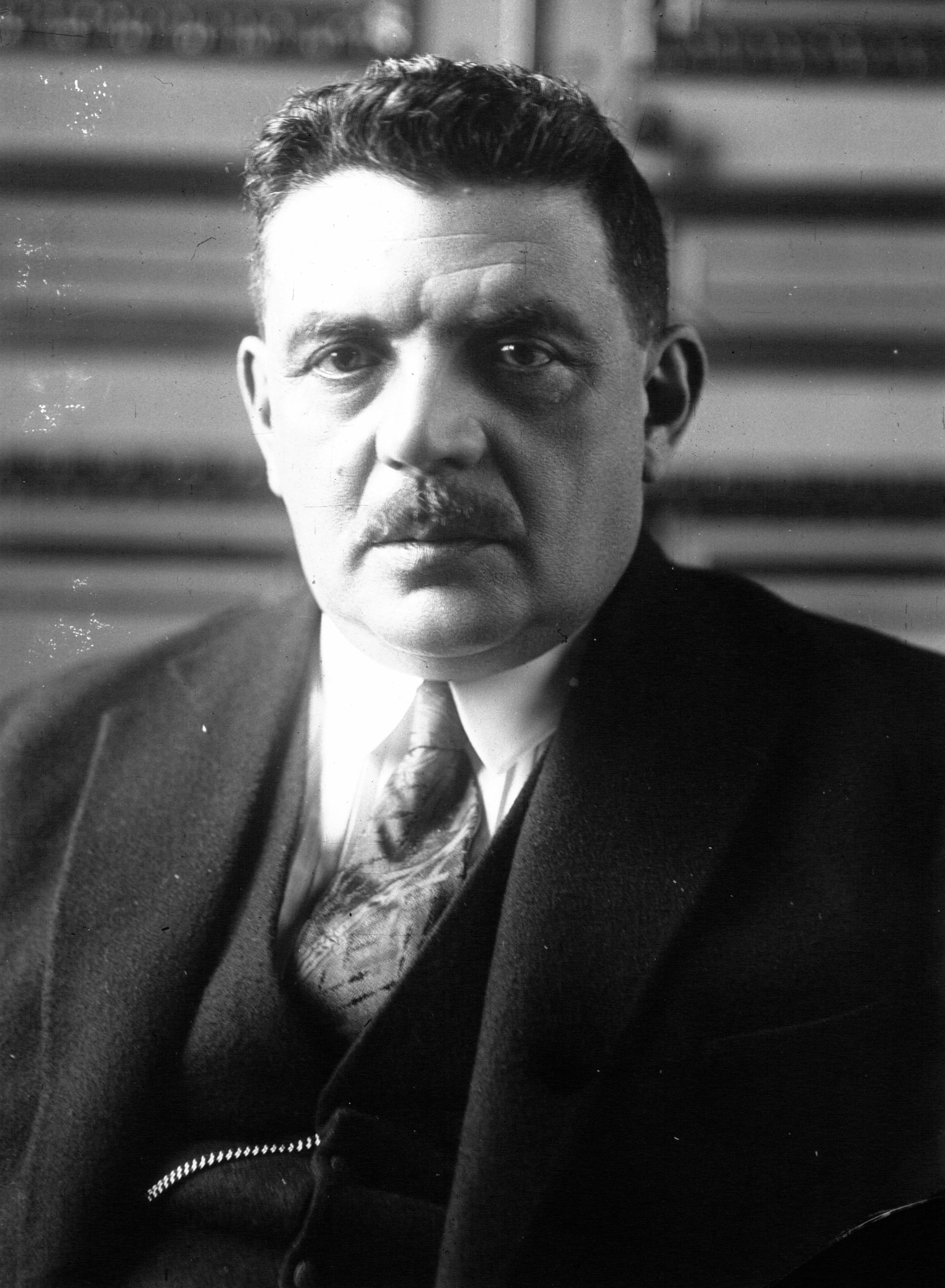
Édouard Herriot.

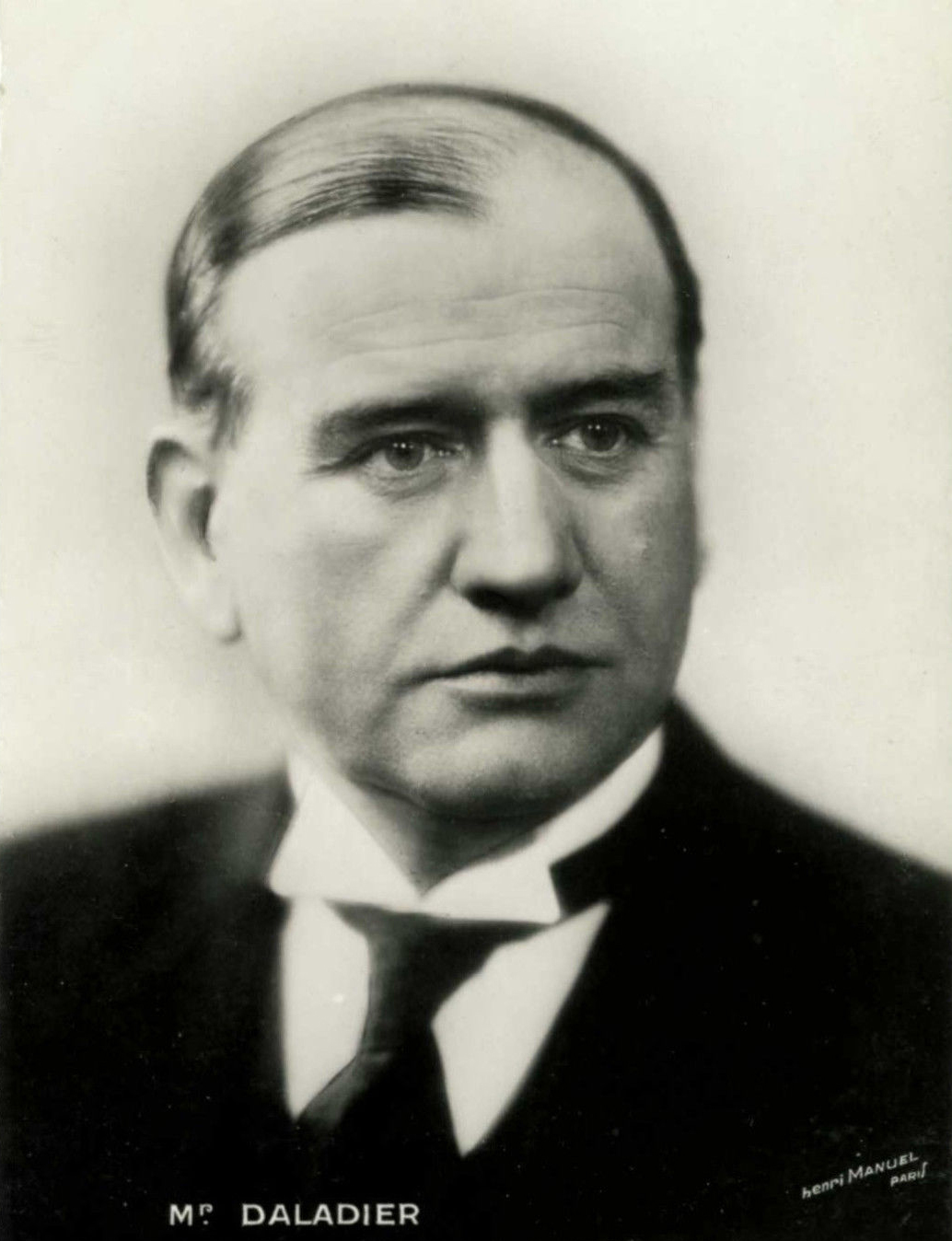
Édouard Daladier.

Le parti radical voit son apogée durant l’entre-deux-guerres. Il pèse d’un poids considérable sur la vie politique française. Ainsi, sur les quarante-deux gouvernements qui se sont succédé durant cette période, treize sont présidés par des Radicaux (quatre gouvernements : Camille Chautemps, trois gouvernements : Édouard Daladier, Édouard Herriot, deux gouvernements : Albert Sarraut et un gouvernement : Théodore Steeg).
Son action demeure prépondérante dans le domaine de l’éducation grâce à deux de ses figures de proue : Édouard Herriot et Jean Zay. Conséquence directe de cette action, de nombreux intellectuels sont membres du parti ou sympathisants (comme le philosophe Alain).
Sur le plan interne, la vie du parti est marquée par les oppositions conflictuelles Herriot-Caillaux puis Herriot-Daladier. De plus, la constitution d’une « Gauche Radicale » au sein même du parti, mouvement regroupant les parlementaires qui rejettent la discipline de parti, marque l’ancrage progressif à gauche de ce parti parlementaire.
Mais ce qui fait la curiosité de cette période d’entre-deux-guerres, sur le plan national, c’est la volte-face politique soudaine du parti radical au tournant des années 1930.
En effet, après la chute du Gouvernement Aristide Briand (7) et sa rupture avec le Bloc national en 1922, le parti radical entre dans l'opposition et prône une politique de gauche qui envisage de chasser la droite du pouvoir, de rétablir la laïcité de l’État, d’étendre les lois scolaires, de pratiquer une politique internationale de détente et de conciliation pour consolider la paix, et, enfin, de rétablir l’équilibre des finances publiques. Le parti y parvient en 1924 à la faveur d'une alliance avec les socialistes au sein du Cartel des gauches. Les radicaux reprennent le pouvoir et sont très largement majoritaires au sein des gouvernements issus de cette alliance. Mais les tensions avec la SFIO, qui refuse d'entrer au gouvernement, croissent au fil des mois, notamment sur les questions financières. La SFIO finit par lâcher le parti radical dès 1926 et un gouvernement d'union nationale dirigé par le leader modéré et ancien président de la république Raymond Poincaré voit le jour. Celui-ci rééquilibre parfaitement les forces entre le parti radical et la droite alors que les socialistes refusent de participer à l'union. Les élections législatives de 1928 sont une défaite pour le parti radical qui retourne dans l'opposition pendant 4 ans face à l'union du centre et de la droite.
Les années 1920 sont aussi celles de l'arrivée des Jeunes Turcs, parmi lesquels on peut citer : Pierre Mendès France, Jean Zay, Pierre Cot, Jacques Kayser et Émile Roche. En 1927, Édouard Daladier, un des Jeunes-Turcs du parti, succède à Édouard Herriot à la tête du parti.
Avec le retour d'Édouard Herriot à la tête du parti en 1931, le parti radical s’engage sur une voie nouvelle. Revenu au pouvoir en 1932 grâce à un nouveau cartel des gauches avec les socialistes, ces derniers et les radicaux ne trouvent cependant aucun terrain d'entente et l'alliance électorale n'aboutit pas à une alliance gouvernementale ni même parlementaire. Dès lors, le parti radical change de stratégie. Il reste, et le revendique, un parti culturellement de gauche, ce qui l’amène tout naturellement à pratiquer la « discipline républicaine », mais, au gouvernement, il se comporte en parti du « juste milieu », capable de regrouper autour de lui la majorité des Français attachée à une République traditionnelle, loin des extrêmes, qu’ils soient réactionnaires ou révolutionnaires. Politiquement, cela se traduit par une participation au gouvernement, dirigé par les radicaux, d'hommes du centre et du centre-droit. Mais cette politique antinomique pousse le parti radical, lorsqu’il revient au pouvoir en 1932, à l’immobilisme par la contradiction permanente entre sa majorité électorale et sa fragile majorité parlementaire issue de l'alliance avec les modérés. Lorsqu’il tente de sortir de cet immobilisme, les gouvernements sont aussitôt renversés. L’issue de cette paralysie politique est l’émeute du 6 février 1934 qui aboutit à la même conclusion que la panique financière de 1926 : les radicaux perdent du pouvoir au profit de la droite, tout en restant membre de la coalition gouvernementale.
Ils reviennent en force en 1936 à la faveur du Front populaire conclu avec la SFIO et le PCF. Les radicaux sont en fait divisés sur la question de leurs alliances. Une aile gauche veut l'union avec les autres partis de gauche alors qu'une aile droite préfère la « concentration », c'est-à-dire l'alliance avec les parlementaires du centre et du centre-droit. L'aile droite est hostile au Front populaire et plus encore au Parti communiste. Certains quittent même le parti par anticommunisme, tel Édouard Pfeiffer en 1935. En font partie des radicaux comme le sénateur Joseph Caillaux, qui fait tomber le cabinet de Léon Blum en 1937, ou Émile Roche. Ainsi, après avoir participé à l'élaboration et à la mise en place du Front populaire, c'est le Parti radical qui l’enterre en 1938 au profit d'un nouveau gouvernement de concentration avec le centre-droit. Dominée par le parti radical et dirigée par Édouard Daladier, cette stratégie de concentration s'efface au profit d'une union nationale plus large (incluant les socialistes à gauche et les nationaux-conservateurs à droite) en mars 1940, dans le contexte de la seconde guerre mondiale.
Ces divisions des années 1930 nourrissent des scissions. Des radicaux de l'aile gauche fondent le Parti radical-socialiste Camille Pelletan en 1934, avec Gabriel Cudenet. Des dissidents de l'aile droite, anticommunistes, fondent en 1936 le Parti radical français, présidé par André Grisoni.
Durant l’entre-deux-guerres, les idées que ce parti défend constituent un ensemble où se reconnaît une grande partie des Français. Tout d’abord, un attachement profond à la nation et au régime républicain, identifié au système parlementaire, puis une conception de la République qui intègre de manière ferme voire intransigeante la laïcité, érigée en l’un des fondements de la République, dont l’instruction dispensée par l’école est le moteur du progrès social. Le tout est mâtiné d’une conception humaniste de la société et de la politique.

### Seconde Guerre mondiale
À la suite de la débâcle de juin 1940, la majorité des parlementaires du parti radical, comme la plupart des parlementaires, votent le 10 juillet 1940 les pleins pouvoirs constituants au maréchal Philippe Pétain. D'autres s'abstiennent ou ne prennent pas part au vote, notamment ceux qui sont partis à bord du Massilia. Une minorité s'y oppose : parmi les 80 parlementaires qui ont refusé de voter les pleins pouvoirs, on compte 13 radicaux. Vincent Badie, en particulier, rédige une protestation contre la dictature qu'il prévoit. Tentant de monter sur la scène du grand Casino de Vichy où est rassemblé le Parlement, il est empêché de parler en vertu du règlement.
Sous l'Occupation, de nombreux radicaux sont victimes du régime de Vichy qui cherche des responsables de la défaite parmi les anciens ministres de la IIIe République. Édouard Herriot est démis de son mandat de maire de Lyon. Édouard Daladier subit le procès de Riom. Jean Zay et Maurice Sarraut sont assassinés par la Milice. Plusieurs radicaux se lancent résolument dans la Résistance, au premier rang desquels Jean Moulin, Émile Bollaert, mais aussi Jean Zay, Pierre Mendès France, Henri Queuille, Paul Anxionnaz, René Mayer et René Cassin, futur rédacteur de la Déclaration universelle des droits de l'homme, même si une frange du parti radical apporte également son soutien à Philippe Pétain ou Pierre Laval.

### Durant laIVeRépublique
À la Libération, le parti est associé à la Troisième République et à son échec. Concurrencés à sa droite par les centristes du MRP et à sa gauche par la SFIO qui demeure la principale formation de la gauche non-communiste, les radicaux s'effondrent à 10 % des votes aux élections, dominées par les gaullistes et les communistes. Il décide donc de constituer le Rassemblement des gauches républicaines avec plusieurs formations centristes et libérales (UDSR, Alliance démocratique…)
Grâce à la fondation du Rassemblement des gauches républicaines avec l'UDSR, le parti radical redevient un pivot gouvernemental à partir de la rupture du tripartisme en mai 1947. Malgré tout, il se stabilise entre 10 et 11 % du corps électoral. Dès lors, les radicaux peuplent les cabinets ministériels et obtiennent plusieurs présidences du Conseil tout au long de la IVe République. Ils président également toutes les assemblées de la République : Assemblée nationale (Édouard Herriot), Conseil de la République (Gaston Monnerville), Conseil économique et social (Émile Roche) et Assemblée de l'Union française (Albert Sarraut).
Parallèlement, le parti connaît de nombreuses dissensions internes entre ses différentes tendances, parfois opposées voire contradictoires, qui le placent de facto au centre de l'échiquier politique :
- les « radicaux classiques », autour d'Édouard Herriot, Henri Queuille ou encore Pierre Mendès-France (qui y cultive sa différence). Ils sont attachés au parlementarisme et au radicalisme de gestion dans la tradition de la IIIe République.
- les « néo-radicaux » (dominant depuis 1939), en prônant le rejet de l'interventionnisme, le renforcement du libéralisme et l'anticommunisme[8], ils font pencher le parti de plus en plus à droite. Les principaux dirigeants sont Maurice Faure, Félix Gaillard ou Edgar Faure.
- les « radicaux progressistes » qui forment l'aile gauche autour de Pierre Cot. Face à la dérive droitière menée par les néo-radicaux, ils quittent le Parti radical dès 1946 et fondent l'Union progressiste avec la minorité du MLN proche du Parti communiste.
- les « radicaux gaullistes » comme Jacques Chaban-Delmas ou Michel Debré. Issus des néo-radicaux, ils adhèrent au RPF dès sa création tout en restant membres du Parti radical. Ils le quitteront finalement avant les législatives de 1951, lorsque la double adhésion ne fut plus autorisée.

Avec le discours de Carthage prononcé le 31 juillet 1954 par Pierre Mendès-France, président du conseil depuis seulement un mois, le glissement vers la droite du Parti radical est remis en question.

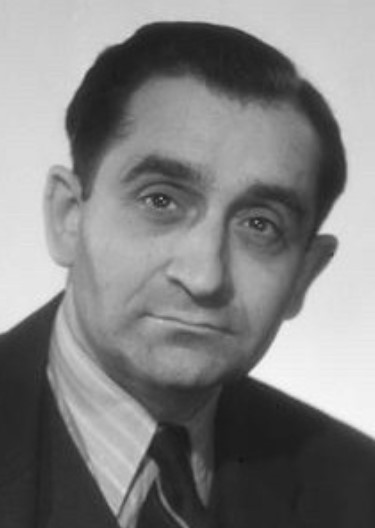
Pierre Mendès France.

En mai 1955, Pierre Mendès France prend les rênes du parti à l’issue d'un congrès extraordinaire et en devient premier vice-président (Édouard Herriot étant président à vie). Son but est de moderniser le parti en se recentrant sur les sources idéologiques du radicalisme (démocratie et politique sociale réaliste) et en rajeunissant et dynamisant l'appareil vieillissant. L'orientation politique penche désormais vers une alliance avec les partis de gauche. Ainsi, lors des élections de 1956, Mendès France dirige le Front républicain dans lequel on retrouve également la SFIO et l'UDSR. Or, malgré un succès électoral, c'est le socialiste Guy Mollet qui devient président du Conseil. PMF qui est ministre d’État dans le gouvernement Mollet, démissionne au bout de quelques mois pour des divergences concernant la politique algérienne.
Dans le même temps, des crises à répétition secouent le parti. En décembre 1955, Edgar Faure est exclu pour s'être opposé à la stratégie électorale de Mendès France. En octobre 1956, une partie de l'aile droite du parti fait dissidence et fonde le Centre républicain. En 1957, Mendès France est finalement contraint à la démission de ses fonctions de vice-président, faute d'avoir obtenu une discipline de vote des parlementaires.
La majorité du parti soutient la construction européenne et favorise une décolonisation qu'il veut raisonnée et progressive. Mais malgré des personnalités comme Henri Queuille, Edgar Faure, Félix Gaillard ou Pierre Mendès France, aucune d'entre elles ne parvient à s'imposer durablement et le parti connaît de fortes dissensions internes entre son aile gauche et son aile droite. Les premiers soutiennent une alliance avec les partis de gauche et du centre gauche au sein du front républicain quand les deuxièmes privilégient une alliance avec les partis de centre droit et de droite.

### Débuts de laVeRépublique: évolution vers le centre droit
La Ve République est fatale électoralement pour le Parti radical, qui connaît un fort recul aux élections législatives (8,4 % en 1958 et 7,1 % en 1962 et 6,0 % aux municipales de 1964), après que son aile gauche se soit ardemment opposé au retour au pouvoir du Général de Gaulle et à l'adoption de la nouvelle constitution.

#### 1958-1965: ambivalence puis opposition face au retour au pouvoir de De Gaulle
Face à la crise de mai 1958 et le retour au pouvoir du général de Gaulle, les radicaux se divisent. L'aile gauche mendèsiste, opposée au nouveau régime, quitte le parti et crée l'Union des forces démocratiques. Affaibli, le parti radical ne peut faire élire que 13 députés et, avec 8,8 % des votes, alors que depuis la guerre il obtenait entre 10 et 11 % de voix, il perd définitivement l'influence qu'il a eue au sein de la politique française aux élections de 1958.
Le 27 mai 1959, Jean Berthoin, ministre de l'Intérieur, démissionne du gouvernement Michel Debré : le parti radical n'est plus représenté au gouvernement. Dans l'opposition à partir de 1959, les radicaux, qui n'ont plus le rôle de pivot et l'influence dont ils disposaient au cours des Républiques précédentes, perdent pied. Les législatives et municipales suivantes le montreront. À l'occasion des élections législatives de 1962, le parti radical participe au « cartel des non » et obtient 23 élus (membre du Rassemblement démocratique) avec 7,1 % des votes . Avec 6,0 % en 1964, les radicaux tirent la sirène d'alarme. En 1964, l'aile gauche du parti se constitue en club de réflexion, l'Atelier Républicain, marquant les prémices des dissensions qui éclateront au grand jour la décennie suivante.

#### 1965-1969: ré-ancrage à gauche avec la participation à la FGDS de Mitterrand et le ticket Mendès-Defferre
Entre 1965 et 1968, il participe, avec la SFIO, à la Fédération de la gauche démocrate et socialiste (FGDS). Son positionnement de facto au centre, sa tradition de gauche, son inclination à droite, le rendent peu lisible pour les électeurs dont les suffrages s'organisent désormais en deux blocs bien distincts : à droite autour des gaullistes, et à gauche et à l'extrême gauche autour des socialistes et des communistes.
Pierre Mendès France, après son échec à maintenir le parti à gauche et sa « déconvenue » à l'élection présidentielle de 1969 (au sein du « ticket » qu'il avait constitué avec Gaston Defferre qui ne passe pas le 1er tour du scrutin), s'éloigne définitivement du parti pour rejoindre les rangs du futur Parti socialiste.

#### 1970-1972: nouvel élan vers le centre droit avec «JJSS» et départ des «radicaux de gauche»
Le 7 mai 1969, le parti acte son recentrage avec le vote par le comité exécutif du soutien à Alain Poher (Centre démocrate) pour l'élection présidentielle. Talonné par le communiste Jacques Duclos au premier tour, le président de la République par intérim est nettement battu par Georges Pompidou à l'issue du second tour.

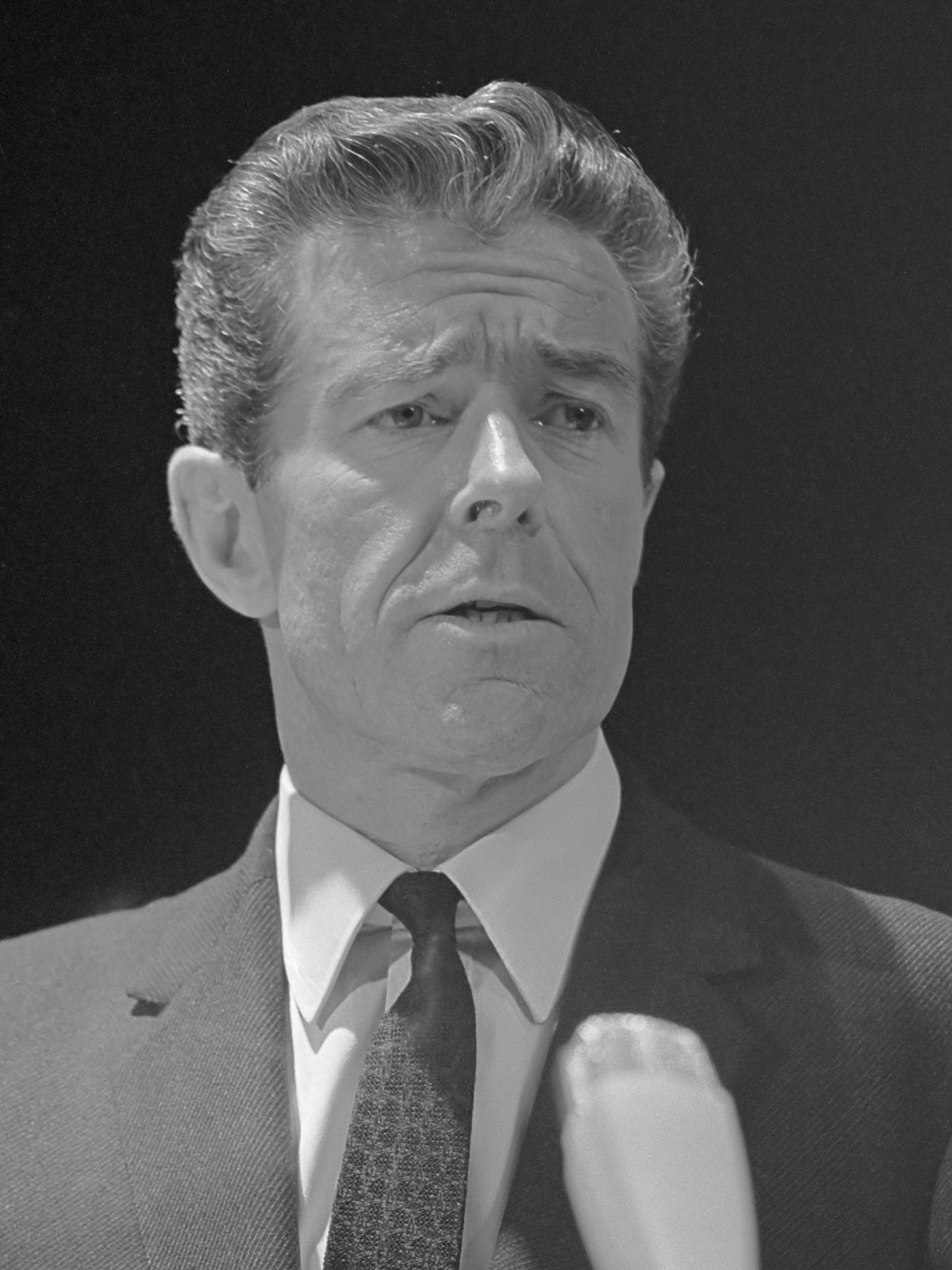
Jean-Jacques Servan-Schreiber.

Le parti connaît un nouvel élan avec l'arrivée à sa tête, le 29 octobre 1969, de Jean-Jacques Servan-Schreiber (dit JJSS), passionné par le modèle des États-Unis et qui, bien qu'homme de gauche, se fait l'artisan du passage au centre droit du parti.
Mais, lors du congrès de Suresnes (15-17 octobre 1971), deux logiques s'affrontent : celle de Jean-Jacques Servan-Schreiber, partisan d'une stratégie d'alliance d'un centrisme réformateur (431 voix), et celle de Maurice Faure, partisan d'une union à gauche et à l'extrême gauche (237 voix). En 1972, une partie suit donc son leader en adhérant au Mouvement réformateur, l'autre crée sous la direction de Robert Fabre le Mouvement des radicaux de gauche (MRG), signataire du programme commun, et qui soutient plus tard une candidature unique de la gauche et de l'extrême gauche, celle de François Mitterrand, pour l'élection présidentielle de 1974.
Pour Frédéric Fogacci, historien spécialiste du radicalisme et directeur des études à la Fondation Charles-de-Gaulle, « la rupture de 1972 s'est faite au moment de l'union de la gauche. Son président d'alors, Jean-Jacques Servan-Schreiber, refuse de s'allier aux communistes. Mais ceux qui, localement, avaient besoin des voix de la gauche pour gagner aux législatives de 1973, ont fait scission pour sauver leur siège. Il s'agissait davantage de stratégies locales que de désaccords idéologiques ».
C'est à partir de cette date qu'est adjoint au nom du parti radical le qualitatif de « valoisien » (venant de la place de Valois où se situe son siège national) pour le distinguer du MRG.

### Constitution d'alliances au centre et à droite après la scission

Logo du parti jusqu'en 2017.

#### 1973-1978: union avec les centristes de Lecanuet au sein du Mouvement réformateur
En 1973, le parti radical s'allie au Centre démocrate, issu du MRP de Jean Lecanuet au sein du Mouvement réformateur. Opposés à une alliance électorale avec les communistes mais toujours anti-gaullistes, les radicaux accompagnent les principales réformes sociétales de la présidence de Valéry Giscard d'Estaing (autorisation de la pilule contraceptive, reconnaissance des droits des femmes) et réclament une nouvelle organisation territoriale de la France au profit des pouvoirs locaux. Le Centre républicain et le Parti libéral européen, issues d'anciennes scissions de la droite du parti, le réintègrent en 1978.
Cette nouvelle dynamique impulsée par « JJSS » grâce à sa victoire surprise en 1970 contre un député gaulliste, s'achève cependant par un échec, ce dernier connaissant plusieurs revers électoraux successifs (moins de 2 % aux élections européennes de 1979).

#### 1978-2002: composante de l'Union pour la démocratie française (UDF)
Le parti doit alors le maintien de son influence à sa participation à la création de l'UDF, initiée par Valéry Giscard d'Estaing en 1978. Il en devient l'une des six composantes aux côtés des centristes du Centre des démocrates sociaux, des libéraux du Parti républicain, des giscardiens des Clubs « Perspectives et réalités », des sociaux-démocrates du Mouvement démocrate-socialiste et des Adhérents directs.
En 1978, Robert Fabre, fondateur et président du MRG en est exclu pour s'être rapproché de Valéry Giscard d'Estaing. Il crée une Fédération de la démocratie radicale qui ne rejoindra cependant ni l'UDF, ni le parti radical.
À travers l'UDF, le parti radical participera à tous les gouvernements issus de majorités RPR/UDF. Sa visibilité, en particulier médiatique, est cependant réduite par le rôle marginal qu'il donne l'impression de jouer au sein de l'UDF, à côté de ses deux principales composantes (Parti républicain et CDS). L'arrivée de la gauche au pouvoir donne également une visibilité plus importante au MRG, qui bien que très fortement lié électoralement au Parti socialiste apparaîtra comme plus indépendant car n'étant pas membre d'une confédération de partis.
En 1998, l'UDF connaît une scission importante avec le départ de Démocratie libérale (ex-Parti républicain), à la suite des élections régionales qui ont vu se constituer des alliances entre le Front national et certains membres de DL. Le parti radical reste membre de l'UDF aux côtés des centristes de Force démocrate qui fusionnent peu après avec les adhérents directs et plusieurs autres petits partis centristes membres de la formation. Cette fusion interne marginalise le parti radical dont plusieurs responsables prennent leurs distances vis-à-vis de la direction nationale de l'UDF menée par François Bayrou et sa ligne ayant pour ambition de constituer une force centriste indépendante de la droite et de la gauche.

#### 2002-2011: parti associé à l'Union pour un mouvement populaire (UMP), relance par Jean-Louis Borloo

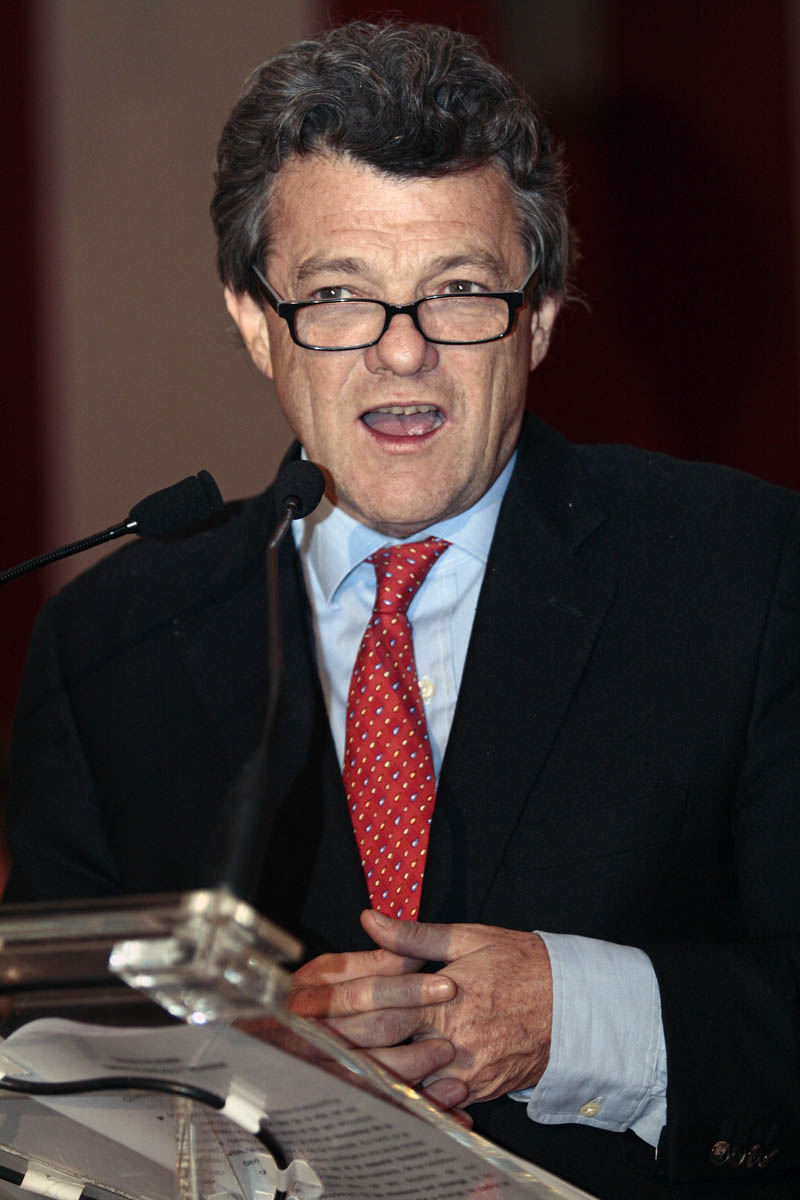
Jean-Louis Borloo rejoint le Parti radical en 2003.

En 2002, la majorité des radicaux participent à la création de l'UMP à la suite de la réélection de Jacques Chirac. Le parti radical quitte alors l'UDF pour signer un accord d'association avec l'UMP. Il demeure un parti de plein exercice, mais ses financements sont constitués essentiellement de subventions versées par l'UMP avec laquelle l'adhésion est désormais commune. Cela permet au parti radical de conserver le lien direct avec ses adhérents, les cotisations et sa personnalité juridique distincte de l'UMP.
En 2003, André Rossinot propose à Jean-Louis Borloo (ancien adhérent direct de la Nouvelle UDF de 1998 à 2002) de rejoindre le parti pour en partager avec lui la co-présidence.
Membre de l'UMP, le parti radical « valoisien » souhaite une « politique progressiste qui prône l'égalité des chances, la laïcité et le respect des valeurs humaines », selon les mots de Jean-Louis Borloo, élu président unique en 2005.
En 2005, le parti radical a connu le ralliement de plusieurs anciens centristes tels Renaud Dutreil ou Françoise Hostalier, mais également gaullistes comme Serge Lepeltier, qui y cherchent, semble-t-il, un espace d'expression moins libéral et moins sarkozyste qu'au sein de l'UMP.
En 2007, le parti revendique 8 000 membres dont 500 Jeunes Radicaux. Grâce à la réforme des statuts, adoptée lors du congrès de novembre 2007, les membres peuvent dorénavant élire leur président pour un mandat de trois ans renouvelable une fois. Auparavant, le président était élu par les 1 400 délégués du parti. Aux législatives de juin 2007 le parti a présenté 37 candidats, dont 16 ont été élus députés.
Aux municipales de 2008, le Parti présente 2 000 candidats et 14 têtes de liste dans des villes de plus de 30 000 habitants telles Antibes, Valenciennes, Perpignan, Bourges, Montélimar, Bayonne, Saint-Étienne ou Nancy.
Les élections sénatoriales de 2008 ont été difficiles pour le parti puisque des huit sénateurs en 2004, il ne se retrouve plus qu'avec six membres élus. Des figures comme Pierre Laffitte, Gilbert Baumet, Dominique Paillé, Yves Coussain, Xavier de Roux, Thierry Cornillet ont été battues et Georges Mouly ne se représentait pas.
Parmi les poids lourds du parti, on compte aussi le nancéien Laurent Hénart, le strasbourgeois François Loos, l'ancien Président du Rassemblement démocratique et social européen au Sénat Pierre Laffitte, Dominique Paillé, Michel Thiollière et Michel Zumkeller. Le vice-président Serge Lepeltier est notamment chargé de renforcer les liens avec le PRG, mais aussi les liens avec les autres sensibilités centristes (La Gauche moderne, Les Progressistes, Nouveau Centre, Convention démocrate, etc.).
Aux élections européennes de 2009, le parti fait des listes communes avec l'UMP. Le parti est alors dirigé par Jean-Louis Borloo et André Rossinot, puis, depuis novembre 2007, par Borloo seul. À partir du congrès de 2007, le parti recouvre une partie de son indépendance, les adhérents n'ayant plus systématiquement la double appartenance PR/UMP, ce sont eux qui choisissent.
Le parti gagne deux sénateurs lors des élections sénatoriales du 25 septembre 2011 grâce à la victoire de Vincent Delahaye et Christian Namy, mais le sénateur sortant Jean-Paul Alduy n'est pas réélu et Alain Merly, Yves Jégo et Gérard Trémège sont battus, ce qui porte le nombre de sénateurs radicaux à 7.
Ce partenariat avec l'UMP prend fin le 14 mai 2011, date à laquelle le parti décide de s'affranchir de l'UMP et de rejoindre la Confédération des centres. Bien que le contrat liant les membres du parti radical à l'UMP ait pris fin le 31 décembre 2011, les deux partis continuent de tolérer la double appartenance.

##### Tentative avortée de rapprochement de 2007 avec le PRG
En mai 2007, Jean-Michel Baylet (PRG) et Jean-Louis Borloo (parti radical) font part de leur souhait de fusion des deux mouvements.
Après l'élection de Nicolas Sarkozy à la présidence de la République, les deux partis radicaux plaident régulièrement pour des retrouvailles, que ce soit Jean-Michel Baylet en mai 2007 dans Le Monde, ou André Rossinot en septembre 2008 dans Le Figaro.
En septembre 2007, les deux branches du radicalisme français tenaient leur université d'été avec un échange de délégation (celle du PRG à Nancy chez les valoisiens, et celle du parti radical à Ramatuelle chez leurs homologues de gauche). Les 16 et 17 novembre 2007, a eu lieu le 108e congrès du parti radical : les dirigeants des deux partis ont parlé ouvertement de rapprochement pour occuper le centre de la vie politique française. Une force radicale unie aurait concurrencé de fait le MoDem et le Nouveau Centre.

#### 2011-2017: parti fondateur de l'ARES, puis de l'Union des démocrates et indépendants (UDI)

##### Participation à la création d'une «confédération des centres»
Le 7 avril 2011, Jean-Louis Borloo annonce sur France 2 dans l'émission À vous de juger, la création d'une « alliance républicaine, écologiste et sociale » qui regrouperait « avant l'été » plusieurs formations politiques du centre droit (parti radical, Nouveau Centre) et du centre gauche (La Gauche moderne). Cette formation se positionnerait comme une « alternative au PS et à l'UMP ». Il a également confirmé que sa création conduirait le parti radical à quitter l'UMP et l'alliance devrait avoir un candidat à l'élection présidentielle de 2012. L'intégration du parti radical à cette nouvelle formation sera soumise aux instances internes du parti au 111e congrès du parti radical avant de devenir effective. Hormis le parti radical, cette union devrait regrouper les formations politiques du Nouveau Centre d'Hervé Morin, de La Gauche moderne de Jean-Marie Bockel et de la Convention démocrate d'Hervé de Charette.
Le parti radical a conclu début 2012 un accord avec Le Trèfle - Les nouveaux écologistes afin de bénéficier des fonds publics. Les députés radicaux ayant été élus sous l'étiquette UMP en 2007, ce parti n'est plus considéré comme une formation susceptible de bénéficier du financement public. Le Trèfle, qui touchera 155 222,14 euros en 2012 pour avoir présenté des candidats dans au moins 50 circonscriptions de métropole en 2007, touchera en plus 802 338,73 euros grâce à ses parlementaires,.
Albert Lapeyre, président du Trèfle, a affirmé que cette somme sera intégralement reversée au parti radical. En outre, les deux partis sont convenus de ne pas présenter de candidats concurrents dans les mêmes circonscriptions, et de reprendre leur indépendance après les élections.
Lors du 112e congrès du parti le 10 mars 2012, la question du soutien du parti radical à Nicolas Sarkozy se pose, et après des discussions tendues et avoir mis les participants au vote, 76 % des délégués votent en faveur d'une résolution de soutien « vigilant » au président sortant contre 24 %,. En avril 2012, est créée l'Union des radicaux, centristes, indépendants et démocrates (URCID), une association présidée par Laurent Hénart qui permet d'obtenir le financement public pour les candidats présents lors des élections législatives.
Pour les législatives de juin 2012, 89 candidats sont officiellement investis (78 partiront sous les couleurs du parti, 8 sous étiquettes UMP et 3 sous étiquettes divers droite ou centriste. Le parti radical obtient 12 députés, dont plusieurs s'inscriront finalement dans le groupe UMP),.

##### Composante de l'UDI
Après l'élection présidentielle de 2012, Jean-Louis Borloo relance l'idée d'une confédération des partis centristes et créent principalement autour du parti radical et du Nouveau Centre, l'Union des démocrates et indépendants. Ce nouveau parti de centre, situe son action dans une opposition responsable face à la majorité de gauche. L'UDI est ouverte à accueillir toute nouvelle formation se reconnaissant dans ce positionnement politique. Elle rassemble, outre le parti radical, le Nouveau Centre, l'Alliance centriste, La Gauche moderne, Force européenne démocrate et Territoires en mouvement.
La Gauche moderne deviendra par la suite un mouvement associé au parti radical. En 2014, Yves Jégo, vice-président du parti radical relancera également les Clubs Perspectives et réalités.
Lors des élections sénatoriales françaises de 2014, les six sénateurs sortants sont réélus ainsi que Jean-Marc Gabouty et Pierre Médevielle ce qui porte le total des radicaux à 10 sénateurs (avec Jean-Marie Bockel).

#### 2017-2021: lancement du Mouvement radical et mise en sommeil

##### Étapes de la fusion
En juin 2017 est envisagée une fusion avec le Parti radical de gauche. La date de réunification est fixée au 9 décembre 2017, lors d'un congrès extraordinaire.
Le 15 et 16 septembre 2017, les deux partis se rassemblent lors d'universités d'été communes à Montpellier. Pour l'occasion, trois noms ont été déposés pour le nouveau parti réunifié : Les Progressistes, Force sociale et libérale et La République radicale.
La réunification des deux partis est soumise au vote lors de congrès organisés par chacun des deux partis les 9 et 10 décembre 2017, avant une transition de deux ans.
Réunis en congrès fondateur le 9 décembre 2017, les deux partis votent leur fusion au sein d'une nouvelle formation : le Mouvement radical. Le parti réunifié est coprésidé, durant une période de transition de deux ans, par Laurent Hénart et Sylvia Pinel.

##### Opposants et critiques à la réunification
En préalable au congrès du 9 décembre, le député radical Yves Jégo annonce quitter le PR pour rester membre de l'UDI. À l'issue du congrès, d'autres élus font de même : Michel Zumkeller (député), Sophie Joissains (sénatrice et vice-présidente déléguée) et Daniel Leca (conseiller régional, président délégué du groupe UDI-UC au Conseil régional des Hauts-de-France, secrétaire général adjoint). Avec d'autres élus locaux et responsables de fédérations, il lancent un appel et une structure politique « Génération 1901 » pour rassembler les anciens membres du parti radical au sein de l'UDI.
Côté PRG, la députée européenne Virginie Rozière et l'ancien député Stéphane Saint-André co-signent le 7 décembre 2017 une tribune s'opposant à la fusion. Le 10 décembre, des militants drômois du PRG publient également une lettre ouverte pour s'y opposer. Le 14 décembre, Virginie Rozière et Stéphane Saint-André annoncent la création d'un nouveau mouvement politique, intitulé Les Radicaux de gauche, dont ils sont les co-présidents. En réaction, Sylvia Pinel décide de les démettre de leurs fonctions au sein du PRG et annonce son intention de porter plainte contre l'utilisation de la marque PRG.

##### Mise en sommeil
Lors de son 117e 15 mai 2007, préalable au congrès de réunification, le Parti radical a adopté une résolution prévoyant sa dissolution à l'issue d'une période transitoire (dont le terme est fixé à échéance de la législature), pendant laquelle la défense de ses intérêts sont confiés à son bureau national.

« Les présentes dispositions provisoires demeurent applicables tant que n’est pas adopté, (…) un accord garantissant la pérennité des éléments essentiels du Parti, en particulier sa dénomination et ses valeurs fondatrices. 

Si aucun accord de ce type n’intervient avant la fin de la présente législature, le bureau national délibère sur les conclusions à en tirer. Il adopte sa décision à la majorité des deux-tiers des suffrages exprimés. Cette décision peut comporter l’abrogation des présentes dispositions temporaires ou la dissolution du Parti. »

— Résolution adoptée par le 117e congrès du Parti républicain, radical et radical-socialiste dit “Parti radical”
Le Mouvement radical se veut cependant être la continuation du PRRRS et inscrit sa création « dans la fidélité » à ce parti.

#### 2021: relance du parti
Le 2 septembre 2021, Laurent Hénart annonce la fin du Mouvement radical. La marque « Parti radical » est dès lors utilisée et ce jusqu'à la dissolution effective du MR votée le 9 décembre 2021.

## Dénomination
En 1972, une petite partie des radicaux avait fait scission pour rejoindre le Programme commun et pour fonder ce qui deviendra le Parti radical de gauche (PRG).

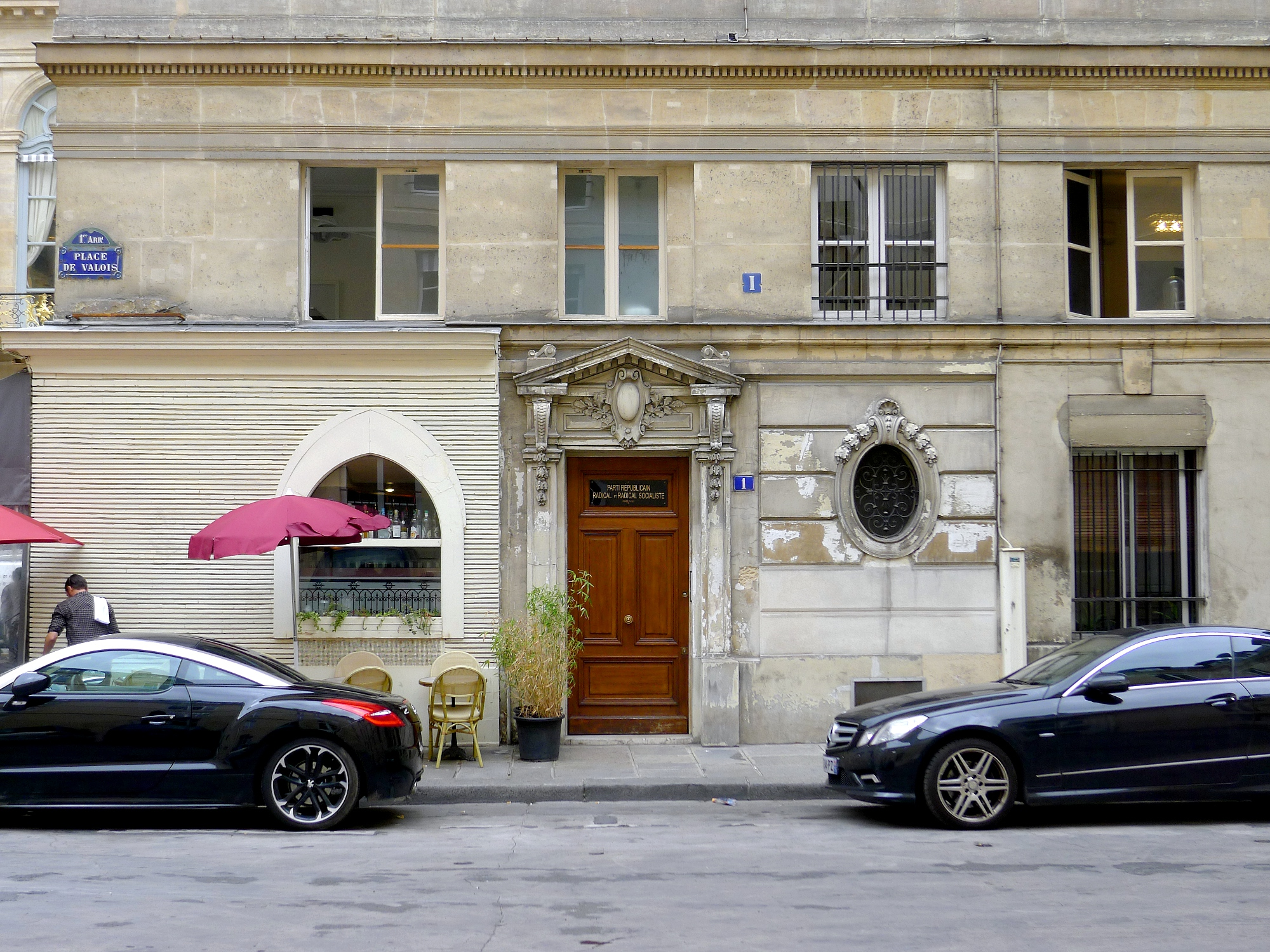
Siège du parti radical dit « valoisien », au no 1 de la place de Valois.

Le nom usuel du Parti Radical deviendra alors « Parti radical valoisien » en référence à la place de Valois (à Paris, 1er arrondissement), où se trouve le siège historique du parti (au numéro 1). Jusqu'en 1933, le siège du parti est situé au 9, rue de Valois, avant de déménager non loin au 1, place de Valois. Les statuts ont toujours indiqués le nom complet du parti radical qui est « Parti républicain, radical et radical-socialiste - PRRRS ». Conservé bien après la scission sur le linteau de l'entrée du siège, au 1 place de Valois. Cette plaque historique est encore présente à l'entrée du siège.
En mars 1996, la cour d'appel de Paris a condamné le Parti radical de gauche alors qu'il avait changé de nom pour s'appeler simplement « Radical », considérant que l’utilisation du terme « Radical » seul était « source d’ambiguïté dans l’esprit des citoyens quant au positionnement exact du mouvement politique qui s’en prévaut, car l’électeur est non spécialiste des mécanismes d’évolution des partis politiques ».
Le Parti radical valoisien est abrégé en « PRV » (pour le distinguer des dissidents qui ont fondé le MRG en 1972) ou « RAD ». Il est également parfois abrégé en « PR » après la disparition du Parti républicain en 1997.
En 2019, le PRV et le PRG fusionnent pour créer le Mouvement Radical - MR.
Quelques ex-PRG quitteront le MR pour fonder un nouveau Parti radical à gauche qui deviendra le « PRG - le centre gauche » (le sigle PRG demeurant propriété du MR).
À la suite de ces mouvements, le MR reprend alors son nom usuel de Parti Radical.
Dans un niveau de langage plus familier, les personnalités issues du radicalisme sont indifféremment dénommées « rad-soc ».

## Positionnement politique
Le Parti radical est initialement situé à l’extrême gauche de l'échiquier politique face aux modérés, ralliés, orléanistes, bonapartistes ou légitimistes, le parti radical s'est progressivement positionné au centre de l'échiquier politique au point d'être sous la Ve République le plus souvent allié avec des partis de droite. Historiquement, le parti radical s'est remarqué par son anticléricalisme (voir combisme) et son attachement au droit à la propriété.

## Résultats électoraux

### Élections présidentielles
| République | Année   | Candidat                           | Premier tour | Premier tour | Premier tour | Deuxième tour | Deuxième tour | Deuxième tour |
| République | Année   | Candidat                           | Voix         | %            | Rang         | Voix          | %             | Rang          |
| ---------- | ------- | ---------------------------------- | ------------ | ------------ | ------------ | ------------- | ------------- | ------------- |
| Troisième  | 1906    | Paul Doumer                        | 371          | 43,8         | 2e           |               |               |               |
| Troisième  | 1913    | Jules Pams                         | 327          | 37,7         | 2e           | 296           | 34,5          | 2e            |
| Troisième  | 01/1920 | pas de candidat                    |              |              |              |               |               |               |
| Troisième  | 09/1920 | pas de candidat                    |              |              |              |               |               |               |
| Troisième  | 1924    | Gaston Doumergue                   | 515          | 60,4         | élu          |               |               |               |
| Troisième  | 1931    | Paul Doumer                        | 442          | 49,3         | 1er          | 504           | 57,1          | élu           |
| Troisième  | 1932    | pas de candidat                    |              |              |              |               |               |               |
| Troisième  | 1939    | Justin Godart (dissident)          | 50           | 5,5          | 5e           |               |               |               |
| Quatrième  | 1947    | Jules Gasser                       | 122          | 13,8         | 3e           |               |               |               |
| Quatrième  | 1953    | Yvon Delbos                        | 129          | 13,9         | 4e           | 180           | 19,6          | 3e            |
| Cinquième  | 1958    | pas de candidat                    |              |              |              |               |               |               |
| Cinquième  | 1965    | soutien à François Mitterrand      |              |              |              |               |               |               |
| Cinquième  | 1969    | soutien à Alain Poher              |              |              |              |               |               |               |
| Cinquième  | 1974    | soutien à Valéry Giscard d'Estaing |              |              |              |               |               |               |
| Cinquième  | 1981    | soutien à Valéry Giscard d'Estaing |              |              |              |               |               |               |
| Cinquième  | 1988    | soutien à Raymond Barre            |              |              |              |               |               |               |
| Cinquième  | 1995    | soutien à Édouard Balladur         |              |              |              |               |               |               |
| Cinquième  | 2002    | soutien à Jacques Chirac           |              |              |              |               |               |               |
| Cinquième  | 2007    | soutien à Nicolas Sarkozy          |              |              |              |               |               |               |
| Cinquième  | 2012    | soutien à Nicolas Sarkozy          |              |              |              |               |               |               |
| Cinquième  | 2017    | soutien à François Fillon          |              |              |              |               |               |               |
| Cinquième  | 2022    | soutien à Emmanuel Macron          |              |              |              |               |               |               |

### Élections législatives
| République | Année   | %                                | %                                | Sièges | Gouvernement |
| République | Année   | 1er tour                         | 2d tour                          | Sièges | Gouvernement |
| ---------- | ------- | -------------------------------- | -------------------------------- | --- | --- |
| Troisième  | 1902    | 17,7                             |                                  | 104 / 589 | Combes, Rouvier II, Rouvier III, Sarrien                                                                                        |
| Troisième  | 1906    | 28,53                            | 132 / 583                        | Sarrien, Clemenceau I, Briand I | |
| Troisième  | 1910    | 39,17                            | 261 / 590                        | Briand I, Briand II, Monis, Caillaux, Poincaré I, Briand III, Briand IV, Barthou, Doumergue I                                        | |
| Troisième  | 1914    | 18,15                            | 192 / 601                        | Viviani I, Viviani II, Briand V, Briand VI, Ribot V, Painlevé I, Clemenceau II                                                       | |
| Troisième  | 1919    | 17,47                            | 86 / 613                         | Clemenceau II, Millerand I, Millerand II, Leygues, Briand VII, puis opposition                                                       | |
| Troisième  | 1924    | 17,86                            | 139 / 581                        | Herriot I, Painlevé II, Painlevé III, Briand VIII, Briand IX, Briand X, Herriot II, Poincaré IV                                      | |
| Troisième  | 1928    | 17,77                            | 125 / 604                        | Poincaré IV, Opposition, Chautemps I, Opposition, Steeg, Opposition                                                                  | |
| Troisième  | 1932    | 19,18                            | 160 / 607                        | Herriot III, Paul-Boncour, Daladier I, Sarraut I, Chautemps II, Daladier II, Doumergue II, Flandin I, Bouisson, Laval IV, Sarraut II | |
| Troisième  | 1936    | 15,17                            | 115 / 610                        | Blum I, Chautemps III, Chautemps IV, Blum II, Daladier III, Daladier IV, Daladier V, Reynaud, Pétain                                 | |
| Quatrième  | 1945    | 10,54                            | 60 / 586                         | De Gaulle I, de Gaulle II, puis opposition                                                                                           | |
| Quatrième  | 06/1946 | Coalition du RGR                 | Coalition du RGR                 | 32 / 586 | Opposition |
| Quatrième  | 11/1946 | Coalition du RGR                 | Coalition du RGR                 | 42 / 619 | Ramadier I, Ramadier II, Schuman I, Marie, Schuman II, Queuille I, Bidault II, Bidault III, Queuille II, Pleven I, Queuille III |
| Quatrième  | 1951    | Coalition du RGR                 | Coalition du RGR                 | 67 / 628 | Pleven II, Faure I, Pinay, Mayer, Laniel I, Laniel II, Mendès France, Faure II                                                  |
| Quatrième  | 1956    | Coalition du RGR Coalition du FR | Coalition du RGR Coalition du FR | 54 / 593 | Faure II, Mollet, Bourgès-Maunoury, Pflimlin, de Gaulle III                                                                     |
| Cinquième  | 1958    | 8,40                             | 7,70                             | 57 / 579 | Debré, puis opposition |
| Cinquième  | 1962    | 7,42                             | 7,79                             | 41 / 482 | Opposition |
| Cinquième  | 1967    | Coalition de la FGDS             | Coalition de la FGDS             | 24 / 487 | Opposition |
| Cinquième  | 1968    | Coalition de la FGDS             | Coalition de la FGDS             | 15 / 487 | Opposition |
| Cinquième  | 1973    | Coalition du MR                  | Coalition du MR                  | 4 / 490 | Opposition, puis Chirac I, Barre I, Barre II                                                                                    |
| Cinquième  | 1978    | Composante de l’UDF              | Composante de l’UDF              | 9 / 491 | Barre III |
| Cinquième  | 1981    | Composante de l’UDF              | Composante de l’UDF              | 2 / 491 | Opposition |
| Cinquième  | 1986    | Composante de l’UDF              | Composante de l’UDF              | 7 / 577 | Chirac II |
| Cinquième  | 1988    | Composante de l’UDF              | Composante de l’UDF              | 3 / 577 | Opposition |
| Cinquième  | 1993    | Composante de l’UDF              | Composante de l’UDF              | 14 / 577 | Balladur, Juppé I, Juppé II |
| Cinquième  | 1997    | Composante de l’UDF              | Composante de l’UDF              | 3 / 577 | Opposition puis Raffarin I |
| Cinquième  | 2002    | Allié à l’UMP                    | Allié à l’UMP                    | 9 / 577 | Raffarin II, Raffarin III, Villepin, Fillon I                                                                                   |
| Cinquième  | 2007    | Allié à l’UMP                    | Allié à l’UMP                    | 16 / 577 | Fillon II, Fillon III |
| Cinquième  | 2012    | 1,24                             | 1,35                             | 6 / 577 | Opposition puis Philippe I |
| Cinquième  | 2017    | Composante de l’UDI              | Composante de l’UDI              | 3 / 577 | Philippe II, Castex |
| Cinquième  | 2022a   | 0,52                             | 0,66                             | 5 / 577 | Borne, Attal |
| Cinquième  | 2024    | 0,54                             | 0,27                             | 2 / 577 | Barnier, Bayrou |

a Au sein d'Ensemble.

## Élus

### Députés
Bastien Marchive siégeant dans le groupe Ensemble pour la République.

### Anciens députés
| Député           | Département   | Circonscription |
| ---------------- | ------------- | --------------- |
| Dominique Faure  | Haute-Garonne | 10e             |
| Bastien Marchive | Deux-Sèvres   | 1e              |
| David Valence    | Vosges        | 2e              |
| Joël Giraud      | Hautes-Alpes  | 2e              |

| Député            | Département | Circonscription |
| ----------------- | ----------- | --------------- |
| Béatrice Descamps | Nord        | 21e             |

### Sénateurs

#### Mandature 2020-2026
Bernard Fialaire sénateur du Rhône (RDSE)
Daniel Chasseing sénateur de la Corrèze (LIRT)

#### Mandature 2023-2029
- Raphaël Daubet  Sénateur du Lot (RDSE)
- Véronique Guillottin  Sénatrice de Meurthe-et-Moselle (RDSE)
- Sylvie Vermeillet  Sénatrice du Jura (UC)
- Jean-Marc Ruel Sénateur de Saint-Pierre-et-Miquelon (RDSE)

### Conseillers régionaux

#### Mandature 2021-2028
| Région              | Élus | Groupe                                                                         | Sièges    |
| ------------------- | --- | ------------------------------------------------------------------------------ | --------- |
| Nouvelle-Aquitaine  | Christelle Lapouge - Bastien Marchive | Centre et indépendants                                                         | 2 / 183   |
| Centre-Val de Loire | Olivier Beatrix - Harold Huwart | Groupe socialistes, radicaux, citoyens                                         | 2 / 77    |
| Grand Est           | Fabrice Chartreux - Véronique Guillotin - Atissar Hibour - Évelyne Isinger - Véronique Marchet - Charline Prince - Véronique Schmit - Bouadbellah Tahri - David Valence | Groupe de la majorité régionale - Les Républicains, centristes et indépendants | 9 / 169   |
| Hauts-de-France     | Samira Herizi | MoDem, radicaux et apparentés                                                  | 1 / 170   |
| Île-de-France       | Catherine Michaud - Nathalie Tortrat | Île-de-France rassemblée                                                       | 2 / 209   |
| Normandie           | Lynda Lahalle | La Normandie conquérante                                                       | 1 / 102   |
| Total               | Total | Total                                                                          | 17 / 1757 |

## Alliances électorales
- 1902-1905 : Bloc des gauches (avec les Républicains de gauche et des socialistes indépendants)
- 1924-1926 : Cartel des gauches (avec des radicaux indépendants, le PRS et la SFIO)
- 1936-1937 : Front populaire (avec la SFIO, le PC-SFIC et l'USR)
- 1946-1956 : Rassemblement des gauches républicaines (avec l'UDSR et des petites formations centristes)
- 1956-1958 : Front républicain (avec la SFIO, l'UDSR et les Républicains sociaux)
- 1965-1968 : Fédération de la gauche démocrate et socialiste (avec la SFIO, la CIR, l'UGCS et l'UCRG)
- 1972-1978 : Mouvement réformateur (avec le CD, le CR, le PDS, le MDSF et le PLE)
- 1978-2002 : Union pour la démocratie française (avec le CDS, le PR et le PSD)
- 2002-2007 : Union pour la majorité présidentielle (avec l'UMP)
- 2007-2011 : Majorité présidentielle (avec l'UMP, le NC, LGM, le MPF et CPNT)
- 2011 : L'Alliance républicaine, écologiste et sociale (avec le NC, la CD et LGM)
- 2012-2017 : Union des démocrates et indépendants (avec le NC, la FED, l'AC et LGM)
- 2017-2021 : Mouvement radical (avec le PRG)
- Depuis 2021 : Ensemble (avec RE, le MoDem, HOR et EC)

## Historique des présidents
- 1901-1902 : Gustave Mesureur
- 1902-1903 : Fernand Dubief
- 1903-1904 : Maurice-Louis Faure
- 1904-1905 : Maurice Berteaux
- 1905-1906 : Émile Combes
- 1906-1907 : Camille Pelletan
- 1907-1908 : Auguste Delpech
- 1908-1909 : Louis Lafferre
- 1909-1910 : Ernest Vallé
- 1910-1913 : Émile Combes
- 1913-1914 : Joseph Caillaux
- 1917-1918 : Charles Debierre
- 1918-1919 : André Renard
- 1919-1926 : Édouard Herriot
- 1926-1927 : Maurice Sarraut
- 1927-1931 : Édouard Daladier
- 1931-1936 : Édouard Herriot
- 1936-1939 : Édouard Daladier
- 1939-1944 : vacant
- 1944-1945 : Théodore Steeg
- 1945-1955 : Édouard Herriot
- 1955-1957 : Édouard Herriot
- 1957-1957 : Pierre Mendès France (intérim)
- 1957-1958 : Édouard Daladier
- 1958-1961 : Félix Gaillard
- 1961-1965 : Maurice Faure
- 1965-1969 : René Billères
- 1969-1971 : Maurice Faure
- 1971-1975 : Jean-Jacques Servan-Schreiber
- 1975-1977 : Gabriel Péronnet
- 1977-1979 : Jean-Jacques Servan-Schreiber
- 1979-1983 : Didier Bariani
- 1983-1988 : André Rossinot
- 1988-1993 : Yves Galland
- 1993-1997 : André Rossinot
- 1997-1999 : Thierry Cornillet
- 1999-2003 : François Loos
- 2003-2005 : André Rossinot
- 2005-2007 : Jean-Louis Borloo et André Rossinot
- 2007-2014 : Jean-Louis Borloo
- 2014-2024 : Laurent Hénart
- Depuis 2024 : Nathalie Delattre

## Personnalités marquantes

### Président de la République
Le Parti radical a compté un président de la République, Gaston Doumergue, en fonction de 1924 à 1931. Son successeur direct, Paul Doumer, a été membre du parti mais ne l’était plus lors de son accession à l’Élysée.

### Présidents du Conseil
Le parti radical a compté 21 présidents du Conseil (34 gouvernements radicaux entre 1885 et 1958) :
- Henri Brisson I : du 6 avril 1885 au 7 janvier 1886 ;
- Charles Floquet : du 3 avril 1888 au 22 février 1889 ;
- Léon Bourgeois : du 1er novembre 1895 au 29 avril 1896 ;
- Henri Brisson II : du 28 juin 1898 au 30 octobre 1898 ;
- Émile Combes : du 7 juin 1902 au 24 janvier 1905 ;
- Ferdinand Sarrien : du 14 mars 1906 au 25 octobre 1906 ;
- Georges Clemenceau I : du 25 octobre 1906 au 24 juillet 1909 ;
- Ernest Monis : du 2 mars 1911 au 27 juin 1911 ;
- Joseph Caillaux : du 27 juin 1911 au 14 janvier 1912 ;
- Gaston Doumergue I : du 9 décembre 1913 au 3 juin 1914 ;
- Georges Clemenceau II : du 16 novembre 1917 au 18 janvier 1920 ;
- Édouard Herriot I : du 14 juin 1924 au 17 avril 1925 ;
- Édouard Herriot II : du 19 juillet 1926 au 23 juillet 1926 ;
- Camille Chautemps I : du 21 février 1930 au 25 février 1930 ;
- Théodore Steeg : du 13 décembre 1930 au 30 janvier 1931 ;
- Édouard Herriot III : du 3 juin 1932 au 14 décembre 1932 ;
- Édouard Daladier I : du 29 janvier 1933 au 26 octobre 1933 ;
- Albert Sarraut I : du 26 octobre 1933 au 23 novembre 1933 ;
- Camille Chautemps II : du 26 novembre 1933 au 27 janvier 1934 ;
- Édouard Daladier II : du 30 janvier 1934 au 9 février 1934 ;
- Gaston Doumergue II : du 9 février 1934 au 8 novembre 1934 ;
- Albert Sarraut II : du 24 janvier 1936 au 4 juin 1936 ;
- Camille Chautemps III : du 22 juin 1937 au 10 mars 1938 ;
- Édouard Daladier III : du 10 avril 1938 au 20 mars 1940 ;
- André Marie : du 26 juillet 1948 au 5 septembre 1948 ;
- Henri Queuille I : du 11 septembre 1948 au 28 octobre 1949 ;
- Henri Queuille II : du 2 juillet 1950 au 12 juillet 1950 ;
- Henri Queuille III : du 13 mars 1951 au 11 août 1951 ;
- Edgar Faure I : du 20 janvier 1952 au 8 mars 1952 ;
- René Mayer : du 8 janvier 1953 au 28 juin 1953 ;
- Pierre Mendès France : du 19 juin 1954 au 23 février 1955 ;
- Edgar Faure II : du 23 février 1955 au 1er février 1956 ;
- Maurice Bourgès-Maunoury : du 13 juin 1957 au 6 novembre 1957 ;
- Félix Gaillard : du 6 novembre 1957 au 14 mai 1958.

### Autres
- Alain (Émile Chartier)
- Cécile Brunschvicg
- Ferdinand Buisson
- Gratien Candace
- Charles Chaumet
- Étienne Clémentel
- Pierre Cot
- Jean-Paul David
- Michel Durafour
- Jean-Baptiste Laumond
- Paul Doumer
- Robert Fabre
- Jos Jullien
- Guy La Chambre
- Constant Lecœur
- Gaston Monnerville
- Jean Moulin
- Camille Pelletan
- Stephen Pichon
- Gaston Riou
- Olivier Stirn
- Jean Zay